# Talsperre Vilarinho das Furnas
Die Talsperre Vilarinho das Furnas (portugiesisch Barragem de Vilarinho das Furnas) liegt in der Region Nord Portugals im Distrikt Braga. Sie staut den Fluss Homem zu einem Stausee auf. Die Talsperre und der zugehörige Stausee liegen am Rande des Nationalpark Peneda-Gerês. Ungefähr 1 km südöstlich der Talsperre befindet sich die Gemeinde Campo do Gerês.
Mit dem Projekt zur Errichtung der Talsperre wurde im Jahre 1966 begonnen. Der Bau wurde 1972 fertiggestellt. Die Talsperre dient neben der Stromerzeugung auch dem Hochwasserschutz. Sie ist im Besitz der Companhia Portuguesa de Produção de Electricidade (CPPE).

## Absperrbauwerk
Das Absperrbauwerk ist eine Bogenstaumauer aus Beton mit einer Höhe von 94 m über der Gründungssohle. Die Mauerkrone liegt auf einer Höhe von 570 m über dem Meeresspiegel. Die Länge der Mauerkrone beträgt 385 (bzw. 398,3) m. Das Volumen des Bauwerks beträgt 294.000 m³.
Die Staumauer verfügt sowohl über einen Grundablass als auch über eine Hochwasserentlastung mit 2 Toren. Über den Grundablass können maximal 180 m³/s abgeleitet werden, über die Hochwasserentlastung maximal 280 m³/s.

## Stausee
Beim normalen Stauziel von 569,5 m (maximal 570 m bei Hochwasser) erstreckt sich der Stausee über eine Fläche von rund 3,46 km² und fasst 117,69 (bzw. 118) Mio. m³ Wasser – davon können 116,08 (bzw. 69,7) Mio. m³ genutzt werden. Mit den nutzbaren 69,7 Mio. m³ Wasser können 137,9 Mio. kWh erzeugt werden.

## Kraftwerk
Das Kraftwerk Vilarinho das Furnas ist ein Pumpspeicherkraftwerk, das mit einer installierten Leistung von 125 MW (Pumpleistung 78,6 MW) eines der mittelgroßen Wasserkraftwerke Portugals ist. Die durchschnittliche Jahreserzeugung liegt bei 225 (bzw. 185, 189 oder 194) Mio. kWh.
Die minimale Fallhöhe beträgt 377,5 m, die maximale 425,3 m. Der maximale Durchfluss liegt bei insgesamt 39,9 m³/s für die beiden Maschinen.
Das Kraftwerk ist im Besitz der CPPE, wird aber von EDP betrieben.

### Maschinen
Es sind 2 Francis-Turbinen mit vertikaler Welle und unterschiedlicher Leistung installiert. Die erste Maschine ging 1972 in Betrieb, die zweite 1987. Die folgende Tabelle gibt einen Überblick:
| Maschine | Nenndrehzahl (1/min) | Turbine (MW) | Generator (MVA) | Transformator (MVA) | max. Durchfluss (m³/s) |
| -------- | -------------------- | ------------ | --------------- | ------------------- | ---------------------- |
| 1        | 600                  | 67,7         | 80              | 80                  | 19,7                   |
| 2        | 375                  | 73,6         | 81              | 84                  | 20,2                   |

Die Nennspannung der Generatoren beträgt 10 kV. In der Schaltanlage wird die Generatorspannung von 10 kV mittels Leistungstransformatoren auf 160 kV hochgespannt.

### Pumpspeicherkraftwerk
Bei der zweiten Maschine handelt es sich um eine Pumpturbine mit einer maximalen Leistungsaufnahme von 78,6 MW. Die Pumpe kann maximal 19,2 m³/s transportieren.  Als Unterbecken dient der Stausee der Talsperre Caniçada. Eine 7,6 km lange Leitung verbindet das Maschinenhaus mit der Talsperre Vilarinho das Furnas.